# Edward Beard

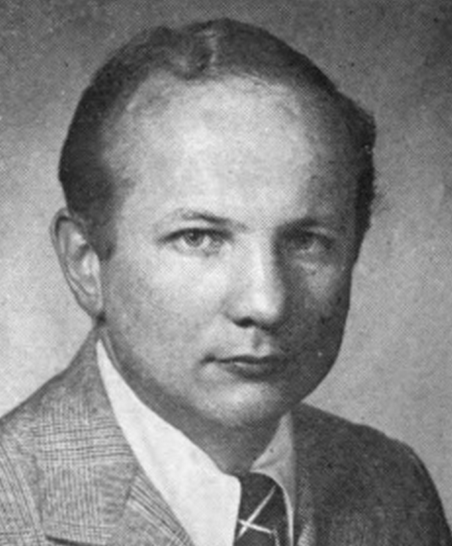
Edward Beard

Edward Peter Beard (* 20. Januar 1940 in Providence, Rhode Island; † 11. Januar 2021 ebenda) war ein US-amerikanischer Politiker. Zwischen 1975 und 1981 vertrat er den zweiten Wahlbezirk des Bundesstaates Rhode Island im US-Repräsentantenhaus.

## Werdegang
Edward Beard besuchte die Assumption Elementary School und die Hope High School in Providence. Zwischen 1960 und 1966 war er Mitglied der Nationalgarde von Rhode Island. Dort nutzte er die Fortbildungsmöglichkeiten und studierte das Fach Landwirtschaft. Nach dieser Zeit wurde er aber Maler.
Politisch trat Beard der Demokratischen Partei bei. Zwischen 1972 und 1974 war er Abgeordneter im Repräsentantenhaus von Rhode Island. Im Jahr 1976 war er Delegierter zur Democratic National Convention in New York, auf der Jimmy Carter als Präsidentschaftskandidat der Partei nominiert wurde. Bei den Kongresswahlen des Jahres 1974 wurde Beard im zweiten Distrikt von Rhode Island in das US-Repräsentantenhaus in Washington, D.C. gewählt, wo er am 3. Januar 1975 die Nachfolge von Robert Tiernan antrat. Nach zwei Wiederwahlen konnte er bis zum 3. Januar 1981 insgesamt drei Legislaturperioden im Kongress absolvieren.
Bei den Wahlen des Jahres 1980 unterlag er Claudine Schneider von der Republikanischen Partei. Nach seinem Ausscheiden aus dem Kongress betrieb Beard eine Gaststätte. Zwischen 1986 und 2002 war er als Stadtdirektor in Providence beschäftigt. Dort war er für Seniorenangelegenheiten zuständig. Im Jahr 1990 bewarb er sich erfolglos um die Nominierung seiner Partei für die Kongresswahlen. Zuletzt lebte Edward Beard in seiner Geburtsstadt Providence.